# 别列戈沃耶农村居民点
别列戈沃耶农村居民点（俄语：Береговское сельское поселение）是俄罗斯联邦别尔哥罗德州普洛霍罗夫卡区所属的一个农村居民点。其下辖有8个居民点，行政中心为别列戈沃耶。据2016年统计，该农村居民点的人口为2005人。